# Habits (Tove Lo-låt)
Habits (Stay High) är en låt av den svenska sångerskan och låtskrivaren Tove Lo.

## Om låten
I sången nämns det amerikanska bakverket Twinkies. I en intervju har Lo senare nämnt att hon trodde att Twinkie var synonymt med ”kaka”, och att tillverkaren skickar henne smakprov på Twinkies efter att låten publicerades.